# جبال منجد
جبال منجد تقع جبال منجد وهي جزء من منطقة - ساق الغراب - في الشرق من منطقة جازان في المملكة العربية السعودية ,وتبعد عن العاصمة الإدارية (مدينة جازان) حوالي 100 كلم تقريباً ,كما أنها تبعد حوالي 10 كلم عن محافظة هروب التي تعتبر الحاضرة الأقرب لجبال منجد والمركز التجاري لجبال منجد.

## المناخ
جبال منجد كباقي المناطق الجبلية في المنطقة يكون طقسها معتدل طوال السنة يميل إلى الحرارة النسبية في فصل الصيف والبرودة الشديدة في الشتاء وتكثر الأمطار في موسم الربيع، وتكتسي تلك الجبال وشاحاً أخضر من الأعشاب المتنوعة تأخذ بالألباب لجمالها وروعتها كما تعانق السحب قمم تلك الجبال وتخيم عليها أغلب فصلي الربيع والشتاء تزيد البرودة في هذين الفصلين إلى درجة كبيرة ولكون المنطقة جبلية شاهقة الارتفاع فإن الهواء يأتي من كل جانب ويتحول إلى موجات من البرودة الشديدة في الربيع وإلى نسمات باردة عذبه في فصل الصيف.

## التضاريس
تصنف جبال منجد من المناطق الوعرة شديدة الوعورة، جبالها شاهقة الارتفاع ووديانها سحيقة القاع والوصول إليها قديماً كان من الصعوبة بمكان، وبعد أن تم شق الطرق بمجهودات أبناء جبال منجد أصبح الوصول إليها سهل نسبياً ولكنه أيضاً حكراً على أبناء الجبل والمناطق الجبلية المجاورة لمعرفتهم التعامل في الطرق الجبلية.

## بعض أهم أعمال السكان في جبال منجد

### الزراعة
اشتغل سكان جبال منجد منذ القدم بالزراعة وبالرغم من وعورة الأرض إلا أنهم قاموا بتطويعها واستصلاحها حتى أصبحت صالحة للزراعة فأنشؤوا المدرجات الأسطوانية التي تشكل رسماً هندسياً رائعاً وإصلاحها لتكون صالحة للزراعة وكذلك لحفظ التربة لكون المنطقة جبلية والتربة فيها سرعة الانجراف من جراء السيول وحفروا الخزانات الأرضية لاحتواء مياه الأمطار للاستفادة منها وتعد الزراعة في جبال منجد من المقومات الأساسية لحياة الساكنين فهم يزرعون كل أنواع الحبوب مثل :
(الذرة الصفراء، الذرة الحمراء، الدخن، الشعير، البن، الموز)
ولا يخفى على أحد القهوة الخولانية التي تتميز بأنها من أفضل وأجود أنواع القهوة العربية والأكثر طلبا ً على مستوى الجزيرة العربية.
وتكون تلك المنتوجات اكتفاء ذاتي من الحبوب كما يتم تصدير الفائض إلى الأسواق المحلية لبيعها.
ومن المزروعات أيضاً الأشجار العطرية مثل :
(الفل، الكادي، الياسمين، الريحان، النرجس).

### الرعي وتربية الماشية
الرعي في حياة أهل الجبال من الأمور المألوفة فالطبيعة في جبال منجد تساعد على ذلك والحياة الطبيعية الجميلة تساعد القاطنين هناك فمهنة الرعي من أصعب المهن ولكن للضرورة وطبيعية الحياة كانت بالنسبة لأبناء منجد من أفضل الأعمال التي يزاولوها الكثير وبالذات صغار السن بل ومن أخف الأعمال مقارنة بالأعمال الشاقة الأخرى مثل البناء وحرث الأرض وما إلى ذلك وبالإضافة إلى الرعي فإن تربية الماشية من الأمور المهمة التي أعتنى بها سكان جبال منجد وإلى يومنا هذا عناية خاصة، فالأبل والضأن والغنم والبقر تحظى بعناية خاصة حيث يتم الاستفادة من لحمها ولبنها وبيعها أيضاً في الأسواق ووجودها مهم في كل بيت ولا يكاد بيت يخلى منها إلا ما ندر.

### البناء
كما في كل المناطق الجبلية فإن تعلم البناء والإبداع فيه ضرورة من ضروريات الحياة الجبلية فالواحد منهم يبني بيته بيده ويبني مدرجات أرضه التي يزرعها بيده وبالتالي كان من الضروري جدا تعلم مهنة البناء وقد أبدعوا فيا كثيراً وقد شيد أبناء منجد منازلهم بأيديهم وطوال السنين عملوا من تلك الجبال الشاهقة الصعبة موطناً صالحاً للسكن وبنوا البيوت الكبيرة على أشكال مختلفة جميلة منها المربعة والأسطوانية بل وتعدوا في ذلك إلى بناء أدوار عديدة ويكاد يكون غالبية سكان جبال منجد يجيدون البناء وذلك لطبيعة الحياة وضرورة تعلم البناء لبناء المساكن وتطويع البيئة الصعبة لتكون صالحة للسكن.

## وصلات خارجية
- Youtube

- مقطع يوضح الطبيعة الجبلية لجبال منجد. على يوتيوب
- مقطع أخر كذالك للطبيعة الجبلية في منجد.